# Lucinisca muricata
Lucinisca muricata är en musselart som först beskrevs av Lorenz Spengler 1798.  Lucinisca muricata ingår i släktet Lucinisca och familjen Lucinidae. Inga underarter finns listade i Catalogue of Life.